# Lifeguard (personaje)
Lifeguard (Heather Cameron) —Salvavidas en España— es un personaje, una superheroína que aparece en los cómics estadounidenses publicados por Marvel Comics. Creada por el escritor Chris Claremont y el artista Salvador Larroca, el personaje apareció por primera vez en X-Treme X-Men #6 (diciembre de 2001).Ella está asociada principalmente con los X-Men.
Lifeguard es una mutante que adquiere todas las habilidades sobrehumanas necesarias en una situación que pone en peligro su vida. Ella y su hermano Slipstream fueron brevemente miembros del segmento de X-Men presentado en la serie X-Treme X-Men.

## Biografía ficticia

### X-Treme X-Men
Heather y Davis Cameron eran salvavidas y un surfista, respectivamente, y vivían en Surfers Paradise en Australia. Sin que ellos lo supieran, su padre es un señor del crimen del inframundo conocido como Viceroy, y tras su muerte fueron atacados. Junto a Tormenta y Neal Shaara (el nuevo Ave de Trueno), lograron derrotar a sus atacantes. Heather descubrió que era una mutante con el poder de manifestar todo lo necesario para salvar la vida de alguien en peligro a su alrededor, incluida la suya. Su poder le permitió manifestar alas, armadura dorada, la capacidad de respirar bajo el agua y muchas otras adaptaciones menos notables. Heather pronto se unió al equipo disidente de X-Men y formó un romance con Ave de Trueno.
Durante una misión para infiltrarse en la nave del señor de la guerra intergaláctico Khan, la apariencia de Heather cambia para parecerse a la raza alienígena Shi'Ar, y se teorizó que ella y Davis tenían alguna herencia Shi'ar. Jean Grey señala que las marcas craneales en su cabeza y la cresta de plumas que había manifestado indicaban que Heather es de ascendencia real Shi'ar. Además, una entrada del diario de Destiny parece implicar que Heather y Davis fueron "madres de la guerra" o Ave de Muerte. La entrada muestra una foto de Ave de Muerte y algunos miembros del equipo X-Treme.Su hermano, incapaz de ver más allá de su nueva apariencia alienígena, abandona el equipo. Lifeguard y Ave de Trueno viajan en su búsqueda.

### El Instituto Xavier
Meses después, Lifeguard y Ave de Trueno regresaron con los X-Men, aparentemente sin localizar a Slipstream. Junto con Ave de Trueno, se unió a Corporación-X. Sin embargo, esto solo duró semanas, ya que hubo un ataque sincronizado en varias de las oficinas de Corporación-X después de los catastróficos eventos del Día M, lo que llevó a Cíclope a pedir la disolución de todas las oficinas.
Heather es una de los pocos mutantes que han conservado sus poderes tras House of M. Aún involucrada con Ave de Trueno III, no estaba activa en ninguna lista de X-Men, aunque los Archivos 198 verificaron que su ubicación residía en el Instituto Xavier de Estudios Superiores.

### Utopía
Heather luego resurge después de los eventos de Schism como miembro del equipo callejero de Cíclope con Boom Boom y Dazzler en San Francisco y Utopia.

## Poderes y habilidades
El poder mutante de Heather le permite a su cuerpo sentir y reaccionar ante cualquier amenaza transformándose o manifestando un poder para lidiar con la situación (similar al de Darwin de los X-Men).En todas sus apariciones, solo se ha demostrado que usa esta habilidad mientras se defiende a sí misma y a los demás.Aún se desconoce si ella es capaz de usar esta habilidad para su propia protección. Tiene un nivel moderado de control sobre este poder y en ocasiones ha podido activarlo a voluntad, aunque no ha mostrado ningún control sobre las transformaciones o poderes que manifiesta.Heather ha manifestado principalmente cambios físicos, como brazos adicionales, piel blindada, alas y una cola de sirena. Sin embargo, en su primera aparición, también demostró hidrocinesis.Aún no se ha revelado el alcance total de las habilidades de Lifeguard.
En su aparición más reciente con el surgimiento de su genoma Shi'ar inherente, parecía estar encerrada en su transformación final de piel, alas y garras doradas, todavía incapaz de controlar sus poderes y posiblemente incapaz de transformarse más o revertir el cambio.
Además de sus poderes sobrehumanos, Heather es una salvavidas entrenada y una nadadora experta.

## Otras versiones

### X-Men: El fin
Lifeguard aparece en X-Men: The End como protectora de Aliyah Bishop en el Imperio Shi'Ar.

## Recepción

### Recepción crítica
Lukas Shayo de Screen Rant declaró: "Un mutante con el poder de salvar vidas, el acertadamente llamado Lifeguard puede desarrollar cualquier habilidad necesaria para salvar cualquier vida, ya sea la suya o la de otra persona. Si eso significa convertirse en metal, desarrollar alas o cambiar de forma", Lifeguard desarrollará ese poder y posteriormente salvará una vida. Como lo que esencialmente equivale a una versión más fuerte de Darwin, Lifeguard realmente no obtiene la reputación que merece. Ningún mutante podrá superar su capacidad para salvar vidas, ya que sus mutaciones a menudo son adaptado a otros nichos específicos. Sin un límite superior para determinar cómo puede cambiar, Lifeguard merece su lugar entre los niveles Omega".

### Elogios
- En 2015, Entertainment Weekly clasificó a Lifeguard en el puesto 84 en su lista "Clasifiquemos a todos los X-Man".[17]
- En 2016, Screen Rant clasificó a Lifeguard en el séptimo lugar en su lista "X-Men: 16 mutantes que acaban de desaparecer de los cómics".[18]
- En 2017, CBR.com clasificó a Lifeguard en el octavo lugar en su lista de "15 superhéroes que Marvel quiere que olvides".[19]
- En 2018, CBR.com clasificó a Lifeguard en el primer lugar en su lista de los "20 mutantes más extraños que jamás hayan sido X-Men".[10]
- En 2020, Scary Mommy incluyó a Lifeguard en su lista "¿Busca un modelo a seguir? Estos más de 195 personajes femeninos de Marvel son verdaderamente heroicos".[20]
- En 2020, CBR.com clasificó a Lifeguard en el tercer lugar en su lista de los "10 miembros más poderosos de X-Treme X-Men".[21]
- En 2021, Screen Rant incluyó a Lifeguard en su lista de "Los miembros de X-Men más poderosos de Marvel que el tiempo olvidó".[7]
- En 2022, Screen Rant incluyó a Lifeguard en su lista "X-Men: Synch y otros 9 mutantes que podrían alcanzar el nivel Omega".[12]